# Jörg Gengnagel
Jörg Gengnagel ist ein deutscher Indologe.

## Leben
Er studierte Indologie und vergleichende Religionswissenschaft an der Universität Tübingen und promovierte 1994 in Tübingen. Nach der Habilitation 2006 an der Universität Heidelberg (venia legendi in Indologie) hat er seit 2017 den Lehrstuhl für Indologie am Institut für Kulturwissenschaften Ost- und Südasiens der Universität Würzburg inne.
Seine Forschungsschwerpunkten sind Ritualforschung, Raumkonzepte und religiöse Kartographie, Hofritual in Rajasthan, Wasser und Sakraltopographie, Benares (Varanasi), mittelalterlicher Śivaismus.

## Schriften (Auswahl)
- Māyā, Puruṣa und Śiva. Die dualistische Tradition des Śivaismus nach Aghoraśivācāryas Tattvaprakāśavṛtti. Wiesbaden 1996, ISBN 3-447-03832-2.
- Visualized texts. Sacred spaces, spatial texts and the religious cartography of Banaras. Wiesbaden 2011, ISBN 3-447-05732-7.
- mit Gerald Schwedler (Hg.): Ritualmacher hinter den Kulissen. Zur Rolle von Experten in historischer Ritualpraxis. Berlin 2013, ISBN 978-3-643-12207-0.
- mit Wolfram Drews, Antje Flüchter, Christoph Dartmann, Almut Höfert, Sebastian Kolditz, Jenny Rahel Oesterle, Ruth Schilling und Gerald Schwedler (Hg.): Monarchische Herrschaftsformen der Vormoderne in transkultureller Perspektive. Berlin 2015, ISBN 3-11-041164-4.